# Gillo da Villalta
Gillo da Villalta, o di Caporiacco, talvolta chiamato anche Gillone (Fagagna, ... – ...; fl. XIV secolo), è stato un patriarca cattolico italiano, Patriarca di Aquileia dal 1315 al 10 gennaio 1317.
Figlio illegittimo della nobile famiglia dei Villalta, nonostante la sua origine egli ebbe grande credito nel Friuli di allora. Come arcidiacono di Aquileia egli compare per la prima volta in un documento del 28 maggio 1293, all'epoca del patriarca Raimondo della Torre.

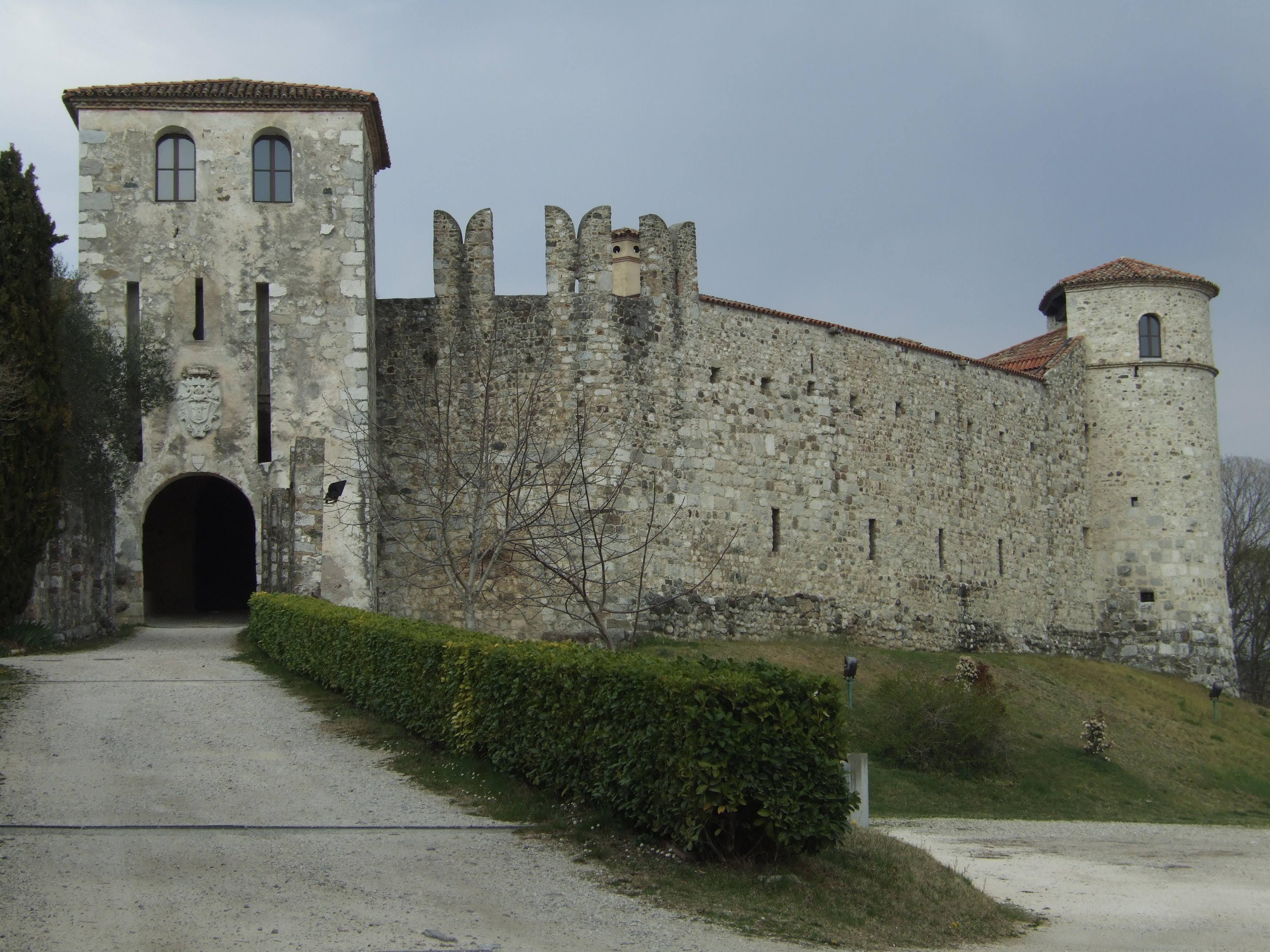
Il castello di Villalta, nei pressi di Fagagna, dove nacque Gillo.

Il 2 settembre dello stesso anno Gillo viene nominato quale intermediario per risolvere le controversie fra patriarca e Tolberto e Biaquino da Camino dei Caminesi di Sotto: il 10 marzo 1294 è presente a Padova con lo stesso patriarca per dirimere tale controversia. L'8 aprile 1299, alla morte del patriarca Raimondo, Gillo fu eletto vicedomino della chiesa di Aquileia, nomina riconfermata al decesso del patriarca Pietro Gerra, il 24 febbraio 1301. Durante il periodo di sede vacante patriarcale seguita alla morte del patriarca, si scontrarono per conquistare il ruolo di capitano generale del Patriarcato il conte di Ortenburg ed Enrico conte di Gorizia; Gillo sostenne quest'ultimo al fianco di Gherardo da Camino. Da quel momento (5 luglio 1301) l'arcidiacono apparirà sempre come legato ai Caminesi e partecipe delle loro vicende.
Alla morte del patriarca Ottobuono, avvenuta nel gennaio del 1315, il Capitolo aquileiese elesse Gillo da Villalta quale patriarca (16 febbraio 1315) tuttavia, essendo egli di illegittimi natali, necessitava di una dispensa pontificia, per ottenere la quale egli si mise in viaggio per Avignone. La sede pontificia era però in quel momento vacante e ogni decisione fu sospesa;  eletto Giovanni XXII, questi nominò patriarca Cassono della Torre, già arcivescovo di Milano.